# Au pair
Au pair (l.mn. aux pairs, z fr. „równy”, „w normie”) – program wymiany kulturowej, szczególnie popularny wśród młodzieży w Europie i Stanach Zjednoczonych. Idea programu au pair powstała w Europie i łączy w sobie cechy wymiany młodzieży i programu zatrudnienia cudzoziemców, przy czym szczególny nacisk położony jest na edukacyjny wymiar programu.

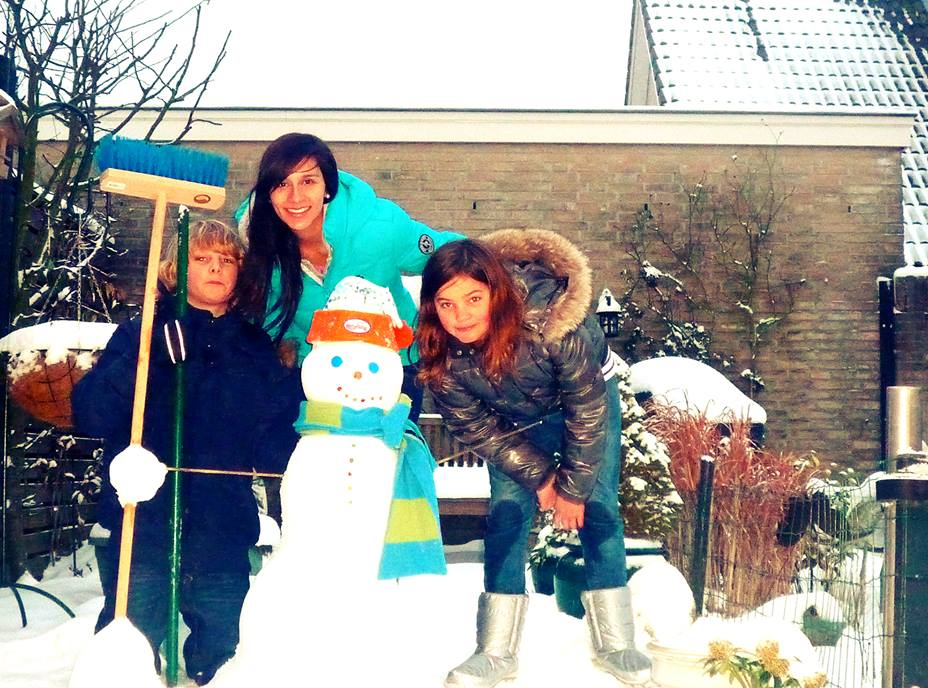
Au pair z Kolumbii podczas zabawy z dziećmi

Wymiana edukacyjno-kulturowa między au pair, a rodziną goszczącą jest podstawowym założeniem programu; w wielu krajach na au pair nakłada się również obowiązek uczestnictwa w kursach językowych. Zgodnie z założeniami programu au pair osoba przyjęta przez rodzinę goszczącą powinna na okres swego pobytu stać się członkiem rodziny odpowiedzialnym za edukację i dobrostan dzieci.
W większości krajów nie ma obowiązku korzystania z usług pośrednika (tzw. agencji au pair), można bezpośrednio kontaktować się z poszukującymi opiekunki rodzinami. Wyjątkiem są Stany Zjednoczone, ponieważ tylko wybrane agencje au pair mogą wystąpić o wizę J-1, która umożliwia pobyt w kraju w ramach programu.

## Zakres obowiązków
Do obowiązków au pair zazwyczaj należy opieka nad dziećmi i niektóre drobne prace domowe. Według założeń programu aux pairs nie są zobowiązane do wykonywania prac domowych niezwiązanych z opieką nad dziećmi. Do obowiązków au pair mogą należeć:
- przygotowanie dzieci do szkoły,
- zaprowadzanie dzieci do szkoły i odbiór z niej,
- pomoc w odrabianiu lekcji,
- zabawa z dziećmi,
- wyjścia na place zabaw, spacery,
- przygotowanie dzieciom lekkich posiłków,
- pranie dziecięcych ubrań i ich prasowanie,
- ścielenie łóżek,
- czyszczenia łazienki należącej do dzieci,
- utrzymanie porządku w kuchni (w tym zamiatanie i zmywanie podłogi),
- drobne zakupy.

Podkreśla się, że au pair może, ale nie musi, podejmować się obowiązków niezwiązanych z opieką nad dziećmi, takich jak:
- przygotowanie posiłków dla dorosłych członków rodziny,
- sprzątanie mieszkania,
- mycie okien,
- opieka nad zwierzętami,
- pielęgnacja ogrodu,
- opieka nad dziećmi nienależącymi do rodziny goszczącej au pair.

## ProgramAu Pairw Stanach Zjednoczonych
Au Pair USA to program edukacyjno-kulturowy, który dla młodych osób jest doskonałą szansą na poznanie Stanów Zjednoczonych. Uczestnik programu mieszka u amerykańskiej rodziny goszczącej, której pomaga w opiece nad dziećmi i w drobnych pracach domowych, w zamian za co otrzymuje własny pokój, wyżywienie, kieszonkowe. Rodzina goszcząca opłaca także kurs językowy, podróż do USA i powrotną do Polski oraz podstawowe ubezpieczenie medyczne.
Warunki, które należy spełnić, by móc wziąć udział w programie:
- wiek 18-26 lat, stan wolny, bezdzietność
- znajomość angielskiego
- prawo jazdy
- doświadczenie w opiece nad dziećmi

Przebieg aplikacji:
- podpisanie umowy z polską agencją
- wypełnienie formularzy aplikacyjnych z agencji amerykańskiej
- podejście do testu psychologicznego
- rozmowa kwalifikacyjna przeprowadzona w języku angielskim

Program au pair w Stanach Zjednoczonych nakłada na rodziny goszczące szereg wymagań, m.in.:
- zapewnienie au pair pełnego wyżywienia i własnego pokoju
- opłacenie au pair kursu językowego
- opłacenie podróży do i z kraju goszczącego
- opłacenie ubezpieczenia medycznego na czas pobytu w kraju goszczącym
- wypłacanie ustalonego kieszonkowego

Na czas pobytu w USA zapewniona jest opieka miejscowego koordynatora z ramienia agencji amerykańskiej. Konieczne jest uzyskanie wizy J-1 (wizę uzyskuje się przy pomocy polskiej i amerykańskiej agencji Au Pair).